# Epigynopteryx pygmaea
Epigynopteryx pygmaea là một loài bướm đêm trong họ Geometridae.